# Uvaria leptopoda
Uvaria leptopoda là loài thực vật có hoa thuộc họ Na. Loài này được (King) R.E. Fr. miêu tả khoa học đầu tiên năm 1953.